# Hennig Brandt
Hennig Brand (1630-1710) fou un comerciant, bufador de vidre, farmacèutic i alquimista amateur d'Hamburg, Alemanya que va descobrir el fòsfor al voltant de 1669. Les circumstàncies del naixement de Brand són desconegudes. Algunes fonts descriuen els seus orígens com humils i indiquen que de jove havia estat aprenent de vidrier. No obstant això, correspondència de la seva segona esposa (Margaretha) indica que era de classe social alta. En tot cas, va tenir un lloc com a oficial de baix rang de l'exèrcit durant la Guerra dels Trenta Anys i la dot de la seva primera esposa va ser considerable, permetent exercir l'alquímia en deixar l'exèrcit.

## Alquímia
Com altres alquimistes de l'època, Brandt buscava la pedra filosofal, una substància que suposadament transformava metalls comuns (com plom) en or. Quan va morir la seva primera dona, s'havia gastat tots els seus diners en aquesta activitat. Després es va casar amb la seva segona esposa Margaretha, una vídua rica els recursos financers li van permetre continuar la recerca.
Com molts altres abans que ell, es va interessar en l'orina i va provar combinar-la amb molts altres materials, en centenars de combinacions. Havia vist, per exemple, una recepta en el llibre 400  Auserlensene Chemische Process  de F. T. Kessler d'Estrasburg que es podia usar alum, nitrat de potassi i orina concentrada per convertir metalls comuns en plata (una recepta que, per descomptat, no va funcionar).
Al voltant de 1669 escalfava residus d'orina reduïts en el seu forn fins que la retorta està roent, on de sobte apareixen fums que omplen el recipient i el líquid es desborda, cremant en flames. Podia agafar el líquid en una gerra i cobrir-lo, solidificant i continuava emetent una resplendor verd clar. El que ell recollia era fòsfor, que el va anomenar així l'Grec "relacionat amb la llum".
El fòsfor ha d'haver estat impressionant per a un alquimista. Un producte de l'home i sembla que brilla amb una força vital que no disminuïa amb el temps (i no necessitava reexposa a la llum com es va descobrir prèviament a la Pedra de Bolonya). Brandt va mantenir el seu descobriment en secret, com feien els alquimistes del seu temps i va treballar amb el fòsfor intentant utilitzar-lo per produir or (en va és clar).
No va dubtar a criteris de mètode de producció en el temps, la versió publicada després per Gottfried Leibniz va ser
- Orina bullida per reduir-la a un xarop espès.
- Escalfar fins que es destil·li un oli vermellós i s'extregui.
- Es refreda la resta, que consisteix en una part superior esponjosa negra i una part inferior salina.
- Es descarta la sal i es barreja amb l'oli vermellós en el material negre.
- S'escalfa la mescla fortament durant 16 hores.
- Primer, surt fum blanc, després un oli i llavors el fòsfor.
- El fòsfor pot passar per aigua freda per solidificar.

La reacció química amb la qual es va trobar Brandt era com segueix. L'orina conté fosfats PO  4   3 - , com fosfat de sodi (ie amb Na +) i diversos compostos orgànics basats en carboni. Sota la forta calor, els àtoms d'oxigen dels fosfats reaccionen amb el carboni produint monòxid de carboni CO, deixant que els àtoms de fòsfor P, que s'alliberin en forma de gas. El fòsfor es condensa en un líquid per sota d'uns 280 °C i se solidifica (al fòsfor blanc lòtrop) per sota d'uns 44 °C (depenent de la puresa). Aquesta mateixa reacció essencial segueix utilitzant avui en dia (però amb minerals de fosfat extret de les mines, coc per al carboni i forns elèctrics).
La producció del procés del fòsfor de Brand estava lluny del que podria haver estat. La part salina que va descartar contenia la majoria dels fosfats. Utilitzava uns 5.500 litres d'orina per a produir només 120 grams de fòsfor. Si hagués utilitzat el residu sencer podria haver obtingut 10 o 100 vegades més (1 litre d'orina d'un adult conté uns 1,4 g de fòsfor).